# گوستلینگ آندر ایبس
گوستلینگ آندر ایبس (به آلمانی: Göstling an der Ybbs) یک منطقهٔ مسکونی در اتریش است که در ناحیه شایبس واقع شده‌است. گوستلینگ آندر ایبس ۱۴۳٫۵۵ کیلومتر مربع مساحت دارد ۵۳۲ متر بالاتر از سطح دریا واقع شده‌است.

## خواهرخوانده
شهرهای Purkersdorf و هوتنبرگ خواهرخوانده‌های گوستلینگ آندر ایبس هستند.